# کریستین رامی
کریستین رامی (انگلیسی: Cristian Rami؛ زادهٔ ۲۶ ژانویهٔ ۱۹۸۰) بازیکن فوتبال اهل آرژانتین است.
از باشگاه‌هایی که در آن بازی کرده‌است می‌توان به باشگاه فوتبال آنژه اشاره کرد.